# NGC 3228
NGC 3228 è un piccolo ma appariscente ammasso aperto visibile nella costellazione australe delle Vele.

## Osservazione

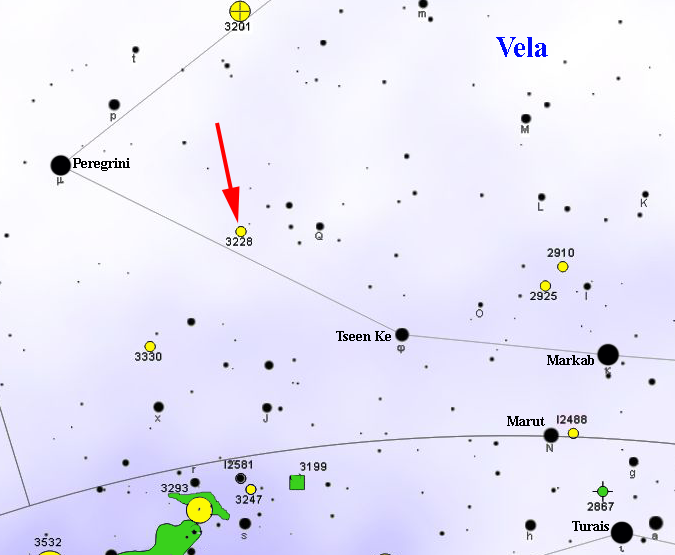
Mappa per individuare NGC 3228.

Si individua facilmente circa a metà strada sulla linea che congiunge le due stelle μ Velorum e φ Velorum; giace in un campo stellare relativamente ricco, sul bordo della Via Lattea, e un binocolo 10x50 già consente di individuare quest'ammasso come un piccolissimo gruppo di stelline, fra le quali la dominante è di ottava magnitudine. Un telescopio con aperture sugli 80-100mm risolve completamente l'ammasso in un gruppetto di 8-9 stelle azzurre; ingrandimenti ottenibili con telescopi ancora più aperti e lunghe focali permettono di notare che oltre a queste componenti non sembrano essercene altre più deboli e di fondo.
NGC 3228 si trova ad una declinazione fortemente australe, pertanto non è osservabile da molte delle regioni abitate dell'emisfero boreale, come l'Europa e quasi tutto il Nordamerica; da diverse regioni abitate dell'emisfero australe, al contrario, si presenza circumpolare. Il periodo migliore per la sua osservazione nel cielo serale è quello compreso fra gennaio e giugno.

## Storia delle osservazioni
NGC 3228 venne individuato per la prima volta da Nicolas Louis de Lacaille nel 1751, durante la sua permanenza presso Città del Capo in Sudafrica; l'astronomo John Herschel lo riosservò in seguito e lo inserì nel suo General Catalogue of Nebulae and Clusters col numero 2090.

## Caratteristiche
NGC 3228 è un ammasso di piccole dimensioni e poco popolato, formato da una decina di stelle azzurre molto vicine fra loro e poche stelle più deboli; la sua distanza è stimata attorno ai 544 parsec (circa 1770 anni luce) ed è quindi situato sul bordo interno del Braccio di Orione, a una distanza simile a quella delle brillanti Pleiadi del Sud.
L'ammasso è composto da tre stelle fra l'ottava e la nona magnitudine, cui si sovrappongono apparentemente altre tre stelline di decima, più alcune sul lato più ad est; le sue componenti appaiono tutte bianco-azzurre, di classe spettrale B9, da cui si è dedotta un'età dell'ammasso sugli 85 milioni di anni. Il suo astro più luminoso è HD 89915, una stella azzurra di sequenza principale con classe B9.5V e magnitudine 7,88. Fra le restanti componenti è presente una gigante arancione di classe K0.

### Opere generali
- (EN) Stephen James O'Meara, Deep Sky Companions: Hidden Treasures, Cambridge University Press, 2007, ISBN 0-521-83704-9.
- A. De Blasi, Le stelle: nascita, evoluzione e morte, Bologna, CLUEB, 2002, ISBN 88-491-1832-5.

### Carte celesti
- (EN) Tirion, Rappaport e Lovi, Uranometria 2000.0 - Volume II - The Southern Hemisphere to +6°, Richmond, Virginia, USA, Willmann-Bell, inc., 1987, ISBN 0-943396-15-8.
- (EN) Tirion e Sinnott, Sky Atlas 2000.0 - Second Edition, Cambridge, USA, Cambridge University Press, 1998, ISBN 0-933346-90-5.
- (EN) Tirion, The Cambridge Star Atlas 2000.0, 3ª ed., Cambridge, USA, Cambridge University Press, 2001, ISBN 0-521-80084-6.